# Ángel Rodríguez Campillo
Ángel Rodríguez Campillo (Elche, 20 de mayo de 1985) es un piloto de motociclismo español que compitió internacionalmente entre 2000 y 2006. Entre otros éxitos, en 2001 ganó el Campeonato de España en la categoría de 125 cc y el 2008 en Supersport. En la temporada 2012 volvió al mundial, donde compite en la categoría de Moto2.

## Trayectoria
Rodríguez comenzó a competir en pocketbikes, ganando el campeonato español de 2000. Ese mismo año, debutó en el Mundial de 125 cc. Su actuación más notable fue durante la temporada de 2001, cuando luchó por el liderazgo en el GP de Australia en Phillip Island, pero Simone Sanna se estrelló delante de él y lo hizo caer. En 2008 participó en cuatro carreras del Campeonato del Mundo de Supersport.

## Resultados en el Campeonato del Mundo
Sistema de puntuación de 1993 hasta 2022:
| Posición | 1.º | 2.º | 3.º | 4.º | 5.º | 6.º | 7.º | 8.º | 9.º | 10.º | 11.º | 12.º | 13.º | 14.º | 15.º |
| Puntos   | 25  | 20  | 16  | 13  | 11  | 10  | 9   | 8   | 7   | 6    | 5    | 4    | 3    | 2    | 1    |

### Carreras por año
(Carreras en negrita indica pole position, carreras en cursiva indica vuelta rápida)
| Año  | Cat.  | Moto    | 1       | 2       | 3       | 4       | 5       | 6       | 7       | 8       | 9       | 10      | 11      | 12      | 13      | 14      | 15      | 16      | 17    | Pts. | Pos. |
| ---- | ----- | ------- | ------- | ------- | ------- | ------- | ------- | ------- | ------- | ------- | ------- | ------- | ------- | ------- | ------- | ------- | ------- | ------- | ----- | ---- | ---- |
| 2000 | 125cc | Aprilia | RSA -   | MAL -   | JPN -   | SPA -   | FRA -   | ITA -   | CAT DNQ | NED -   | GBR -   | GER -   | CZE -   | POR -   | VAL Ret | BRA -   | PAC -   | AUS -   |       | 0    | -    |
| 2001 | 125cc | Aprilia | JPN Ret | RSA Ret | SPA 6   | FRA DNS | ITA 20  | CAT Ret | NED Ret | GBR 9   | GER 8   | CZE 17  | POR Ret | VAL 15  | PAC 15  | AUS 23  | MAL 17  | BRA Ret |       | 27   | 20.º |
| 2002 | 125cc | Aprilia | JPN 7   | RSA Ret | SPA Ret | FRA Ret | ITA Ret | CAT Ret | NED 10  | GBR Ret | GER 14  | CZE -   | POR -   | BRA -   | PAC -   | MAL -   | AUS -   |         |       | 17   | 24.º |
| 2002 | 250cc | Aprilia |         |         |         |         |         |         |         |         |         |         |         |         |         |         |         | VAL 18  |       | 0    | -    |
| 2004 | 125cc | Derbi   | RSA Ret | SPA Ret | FRA 18  | ITA Ret | CAT 15  | NED 15  | BRA Ret | GER Ret | GBR Ret | CZE Ret | POR Ret | JPN Ret | QAT Ret | MAL Ret | AUS Ret | VAL Ret |       | 2    | 32.º |
| 2005 | 125cc | Honda   | SPA Ret | POR 21  | CHN Ret | FRA Ret | ITA Ret | CAT 20  | NED 22  | GBR Ret | GER Ret | CZE -   | JPN -   | MAL -   |         |         |         |         |       | 16   | 22.º |
| 2005 | 125cc | Aprilia |         |         |         |         |         |         |         |         |         |         |         |         | QAT Ret | AUS 8   | TUR 8   | VAL -   |       | 16   | 22.º |
| 2006 | 125cc | Aprilia | SPA Ret | QAT 7   | TUR 10  | CHN Ret | FRA 11  | ITA Ret | CAT Ret | NED Ret | GBR 19  | GER Ret | CZE 17  | MAL -   | AUS -   | JPN -   | POR -   | VAL -   |       | 20   | 18.º |
| 2009 | 250cc | Aprilia | QAT -   | JPN -   | SPA -   | FRA Ret | ITA -   | CAT -   | NED -   | GER -   | GBR -   | CZE -   | IND -   | RSM -   | POR -   | AUS -   | MAL -   | VAL -   |       | 0    | -    |
| 2012 | Moto2 | FTR     | QAT 20  | SPA 20  | POR 22  |         |         |         |         |         |         |         |         |         |         |         |         |         |       | 0    | -    |
| 2012 | Moto2 | Bimota  |         |         |         | FRA Ret | CAT 20  | GBR 26  | NED -   | GER -   | ITA -   | IND -   | CZE -   | RSM -   | ARA -   | JPN -   | MAL -   | AUS -   | VAL - | 0    | -    |